# Alice Sebold
Alice Sebold (Madison, 6 settembre 1963) è una scrittrice statunitense, impostasi al grande pubblico nel 2002 con Amabili resti.

## Biografia
Nata a Madison, capitale del Wisconsin, e cresciuta nei sobborghi di Filadelfia, nella cui università suo padre insegnava lingua e letteratura spagnola, Alice Sebold intraprese gli studi universitari a Syracuse (New York), dove subì un'aggressione con stupro a seguito della quale lasciò i corsi per diversi mesi. Al termine degli studi a Syracuse si iscrisse all'Università di Houston (Texas) per una specializzazione post laurea in scrittura creativa e, successivamente, si stabilì a Manhattan; lì si mantenne con vari lavori, quali ad esempio cameriera, mentre tentava di avviare la sua carriera di scrittrice.
I suoi tentativi di raccontare in versi lo stupro subito anni prima non la soddisfacevano, così come quelli di scrivere un romanzo sulla sua esperienza. Per circa due anni assunse saltuariamente eroina, senza diventare, a suo dire, tossicodipendente: parlando di tale periodo della sua vita di fronte ad alcuni studenti universitari nel 2001, Alice Sebold disse di «aver fatto un sacco di cose che non riesco a credere di aver fatto, e delle quali non vado particolarmente fiera».
Lasciata New York, l'aspirante scrittrice si trasferì in California meridionale, mantenendosi con lo stipendio di 386 dollari al mese come tuttofare in una comune artistica, alloggiando in una casupola nel bosco priva di energia elettrica, tanto da scrivere alla luce di una lampada a gas; nel 1995 intraprese studi supplementari all'Università della California - Irvine.

### La condanna per lo stupro
Del suo stupro la Sebold aveva riconosciuto come colpevole Anthony Broadwater, condannato a un massimo di 25 anni in galera e poi uscito dal carcere nel 1999, dopo 16 anni di prigionia. Nel 2024 la sentenza contro l'uomo è stata rovesciata e Broadwater scagionato: il processo del 1982 non può più infatti essere considerato un giusto processo a causa delle «gravi mancanze» riscontrate negli anni successivi alla condanna e a una ormai sufficiente certezza che «in prigione ci è finito l’uomo sbagliato». L'uomo ha ricevuto come risarcimento per l'ingiustificata detenzione una somma di 5.5 milioni di dollari.

### Attività letteraria
A 36 anni, nel 1999, pubblicò il suo primo libro al termine di una lunga lavorazione. Lucky, tale era il titolo dell'opera, è il racconto della vicenda dello stupro avvenuto nel 1981 all'università di Syracuse. Parlando di tutte le false partenze che avevano caratterizzato i suoi esordi di aspirante scrittrice, Alice Sebold in un'intervista rilasciata al Los Angeles Times disse che, nello scrivere della sua disavventura, sentiva il peso della sua universalità e del parlare anche a nome delle altre vittime silenti, cosa che la portava per reazione a essere confusa e blanda nella narrazione e a ritardare l'esordio per non iniziare la carriera con un passo falso.
Il titolo del racconto autobiografico Lucky (fortunata, in inglese) proviene dalle parole di un agente di polizia che raccolse la testimonianza di Alice Sebold dopo la violenza subita: nello stesso posto, in precedenza, un'altra ragazza, dopo lo stupro, era stata uccisa e smembrata, e l'agente osservò che la Sebold era stata «fortunata» a uscirne viva. Il racconto rimase sottotraccia fino al 2002, anno di pubblicazione del primo romanzo, Amabili resti (The Lovely Bones), ispirato in parte alla propria esperienza, in parte al resoconto dello stupro con omicidio avvenuto precedentemente nello stesso tunnel dell'università di Syracuse.
Amabili resti, con un milione di copie vendute nel primo mese di edizione, e senza copertura mediatica o presenze in talk show, si impose subito all'attenzione generale, risultando in breve tempo essere il più venduto romanzo d'esordio in America dai tempi di Via col vento (1936) di Margaret Mitchell. Narrato in prima persona dalla protagonista, una quattordicenne che racconta di un giorno del 1973 in cui fu violentata e uccisa, la Sebold dichiarò di aver scritto «un racconto dal paradiso», sebbene, da atea, si sia dichiarata non certa dell'esistenza di quest'ultimo.
Quasi subito dopo l'uscita del libro, la britannica Film Four e il regista francese Luc Besson ne opzionarono i diritti di trasposizione cinematografica; tuttavia, il progetto andò a rilento, e solo nel dicembre del 2009, sotto la direzione del neozelandese Peter Jackson, fu distribuito il film omonimo. Amabili resti valse ad Alice Sebold il premio di Libro dell'anno 2003 da parte dell'American Booksellers Association e il Premio Bram Stoker quale miglior opera prima nel 2002 (e con nomination quale miglior romanzo). Sulla scorta del successo di Amabili resti anche Lucky fu successivamente ripubblicato e tradotto in altre lingue, italiano compreso.
Nel 2007 diede alle stampe il suo secondo romanzo, opera terza: La quasi luna (The Almost Moon ), dramma esistenziale il cui incipit («Alla fin fine, ammazzare mia madre mi è venuto facile») indusse il critico del New Yorker a scrivere che «Alice Sebold continua sulla sua fissazione per il terrore», benché rispetto all'esordio, La quasi luna risulterebbe «artefatta e improvvisata»; più severo il New York Times: la storia non funzionerebbe semplicemente perché sia la madre che la figlia appaiono entrambe malate di mente, e il comportamento di un malato di mente non è oggetto di spiegazione razionale, né necessita di letture profonde, né tantomeno di scriverci un libro.

### Vita privata
Alice Sebold è sposata dal 2001 con il collega scrittore Glen David Gold, conosciuto nel 1995 all'Università della California mentre lavorava alle prime stesure di Lucky; la coppia oggi vive a San Francisco; anche Gold si è affermato relativamente tardi, tanto da far affermare alla Sebold che «abbiamo atteso così tanto per aver successo, che oggi lo teniamo da conto».

## Opere
- Lucky (Lucky: A Memoir, New York: Back Bay 1999). Roma, Edizioni e/o 2002. ISBN 8876415602
- Amabili resti (The Lovely Bones, New York: Little, Brown 2002). Roma, Edizioni e/o 2002. ISBN 8876415130
- La quasi luna (The Almost Moon, New York: Little, Brown 2007). Roma, Edizioni e/o 2007 ISBN 8876417982